# Šolski center Ljubljana
V veliki zgradbi Tehniške srednje šole, TSŠ, na Aškerčevi 1 in Barjanski 2 v Ljubljani so leta 1999 ustanovili Šolski center Ljubljana. Danes obsega pet organizacijskih enot, in sicer Srednjo strojno in kemijsko šolo, Srednjo lesarsko šolo, gimnazijo Antona Aškerca, Višjo strokovno šolo ter Evropsko šolo Ljubljana.